# Four (альбом One Direction)
Four — четвёртый студийный альбом англо-ирландской группы One Direction, вышедший 17 ноября 2014.

## Об альбоме
27 апреля 2014 One Direction объявили о начале работы над четвёртым альбомом. 

Название альбома и его обложка были обнародованы 8 сентября 2014 на официальном сайте группы. Там же в течение ограниченного времени можно было бесплатно скачать песню «Fireproof», которая вошла в альбом.  

Лонгплей стал четвёртым альбомом One Direction, который дебютировал с первого места в чарте Billboard 200.

## Список композиций
Стандартное издание:
1. «Steal My Girl»
2. «Ready to Run»
3. «Where Do Broken Hearts Go»
4. «18»
5. «Girl Almighty»
6. «Fool's Gold»
7. «Night Changes»
8. «No Control»
9. «Fireproof»
10. «Spaces»
11. «Stockholm Syndrome»
12. «Clouds»

Делюкс-издание:
1. «Change Your Ticket»
2. «Illusion»
3. «Once in a Lifetime»
4. «Act My Age»